# Crips
 (novembre 2018).
Si vous disposez d'ouvrages ou d'articles de référence ou si vous connaissez des sites web de qualité traitant du thème abordé ici, merci de compléter l'article en donnant les références utiles à sa vérifiabilité et en les liant à la section « Notes et références ».
Les Crips sont un gang américain, originaire de South Central Los Angeles, sur la côte ouest. Constitué à l'origine principalement d'Afro-Américains, et peu à peu ouvert à d'autres groupes ethniques, il est créé en 1969 par l'association de plusieurs gangs. Les Crips sont l'une des bandes criminelles les plus violentes aux États-Unis. Le nombre de membres est estimé entre 30 000 et 35 000, sans compter les membres de gang au Canada. Par le biais du regroupement des divers gangs de rue, les Crips rejoignent la Folk Nation, opposée aux gangs appartenant à la People Nation. La montée en puissance de ce gang a provoqué, en réaction, l'alliance de plusieurs gangs rivaux sous le nom de Bloods.
Les Crips ont une identité visuelle basée sur le bleu et le noir. Cela s'illustre dans le contenu des graffitis et des tatouages que portent leurs membres. Les gangs Crips ont également créé leur propre pas de danse, le « Crip-Walk », la « marche (du) Crip », ancêtre du « Clown-Walk » ou C-Walk.
Les Crips regroupent un certain nombre de gangs de rue, certains plus structurés que d'autres. En 2018, le département de la Justice des États-Unis estime que les Crips opèrent dans 221 villes et 41 États.

## Historique

### Origine: 1969 et années 1970
Le gang des Crips est fondé en 1969 par Stanley « Tookie » Williams et Raymond Lee Washington — Williams indique cette date dans son autobiographie, Blue Rage, Black Redemption —. Les Crips naissent de l'union des gangs de leurs deux fondateurs, issus respectivement des quartiers ouest et est de Los Angeles.
Le nom original de l'alliance était « Cribs », qui signifie « berceaux », choisi pour refléter le jeune âge de la majorité de ses membres, dix-sept ans en moyenne. Le nom Cribs se transforma peu à peu en Crips. Selon plusieurs sources, le changement s'est opéré à partir du moment où certains membres commencèrent à arborer des cannes pour afficher leur statut de proxénètes. Les gens du voisinage commencèrent alors à les appeler cripples, « handicapés », nom qui dériva vers la contraction Crips. Un article du Los Angeles Sentinel de février 1972 fait déjà référence aux « Crips ». Une source divergente affirme pour sa part que le nom des Crips dérive de celui des Cripplers, un gang des années 1970 basé à Watts et dont Raymond Washington a été membre.
Selon son fondateur Stanley Williams, le gang n'a jamais eu aucune connotation politique et le nom aucune signification acronymique. Dans ses mémoires, Williams réfute également la thèse selon laquelle le groupe serait une évolution idéologique du Black Panther Party. Il explique que le gang n'était « qu'une alliance combattante contre des gangs de rue, rien de plus, rien de moins ».
Williams affirme que le premier membre des Crips à porter un bandana bleu fut l'un des membres fondateurs, dénommé Buddha, ceci pour compléter sa tenue tout en bleu — jean, pull et bretelles assortis. Le bandana bleu fut porté par le reste de la bande en hommage à Buddha, assassiné le 23 février 1973, et le bleu devint ainsi la « couleur » officielle des Crips.

### Les années 1970: conflit avec les Pirus, naissance des Bloods
Un gang se forma autour du quartier de Piru Street, sous le nom de Piru Street Boys. Après une alliance de deux ans avec les Crips, des dissensions émergèrent, pour finir en guerre des gangs violente courant 1973.
Les Piru Street Boys cherchèrent à mettre fin à cette guerre en organisant une réunion avec d'autres gangs rivaux des Crips. À l'issue de la réunion, il fut décidé de couper tout contact avec les Crips et de l'union de ces divers gangs naquirent les Bloods, connus pour leur rivalité avec les Crips. Néanmoins, il ne faut pas en déduire que les Crips ne se battent que contre d'autres gangs : il existe plusieurs cas de guerres internes impliquant des sous-groupes, comme les Rolling 60s Neighborhood Crips contre les 83 Gangster Crips, rivaux depuis 1979, ou encore les Grape Street Crips contre les PJ Watts Crips — leur conflit a même amené les PJ Watts Crips à faire alliance avec des Bloods locaux, les Bounty Hunter Bloods.
Le 9 août 1979, Raymond Washington est assassiné à côté de chez lui, et Eason Clifton commence à gérer le gang.

### Les années 1980: arrivée du crack

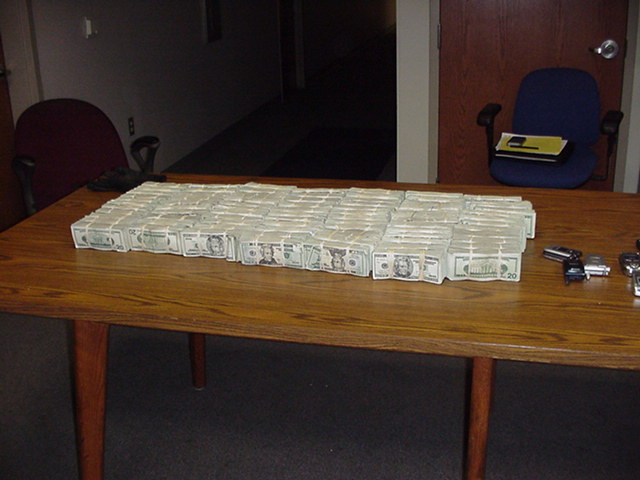
Saisie d'argent provenant du trafic de drogue.

Fin 1978, les Crips sont forts d'une cinquantaine de sous-groupes appelés sets et répartis dans toute l'agglomération de Los Angeles. Certains membres commencent à produire et à vendre du PCP (phéncyclidine), à vendre du cannabis et des amphétamines.
En 1982, le crack arrive par le biais des Pantucos Latinos dans les quartiers de Los Angeles et les gangs Crips s'approprient cette drogue et commencent à la distribuer.
Les énormes profits que génère la vente du crack permet à ses membres de s'exporter vers d'autres villes et États. Il en résulte que beaucoup de jeunes gens d'autres États adoptent le nom et le style de vie des Crips.
Du fait de ces deux facteurs, le nombre de membres des Crips s'accroît fortement dans les années 1980 et il devient l'un des gangs les plus importants des États-Unis. En 1982, la région de Los Angeles compte environ 30 000 membres de gangs.

### Les années 1990: stabilisation du nombre de meurtres liés à la guerre des gangs
Le nombre d'homicides augmente chaque année de 1985 à 1992 mais après les émeutes de 1992, les chiffres se stabilisent.
En effet, en 1992, les habitants de Piru Street et les Crips décident de conclure une trêve à l'occasion des émeutes de Watts, provoqués par le passage à tabac d'un jeune conducteur noir par des policiers de la ville (émeutes de 1992 consécutives à l'affaire Rodney King).
En 1998, on recensait environ 150 000 membres de gangs dans la région de Los Angeles.
On peut aussi se rendre compte que le nombre d'homicides attribués à la guerre des gangs est en baisse avec seulement 399 en 1998, comparés aux 805 de 1995.

### Des années 2000 jusqu'à nos jours
En 2005, Stanley Williams s'exprime le jour de son exécution en insistant sur sa rédemption et sur sa foi.
En 2008, l'effectif des Crips est estimé entre 30 000 et 35 000 membres.

## Identité

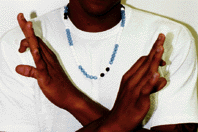
Signe de ralliement des Crips.

Le bleu est la couleur du gang ; au cours de son histoire, plusieurs thèses furent avancées quant à l'origine du choix de cette couleur. Selon Stanley Williams, Buddha, un membre et ami, avait l'habitude de porter T-shirt, chaussures et bandana bleus. Quand celui-ci a été tué, Stanley souhaita honorer sa mémoire en attribuant la couleur bleue aux Crips.
Ainsi, les Crips ont un code vestimentaire très strict prônant la couleur bleue : ils se distinguent par le port de bombers et de bandanas bleus ainsi que par le port de chaussures de sport British Knights, dont ils tirent des initiales « BK » la signification Blood Killer, tueur de Blood, leur principal gang rival.
Les Crips s'appellent entre eux Cuzz, terme d'argot qui signifie « cousin ».
Durant les années 1970 et 1980, les Crips prirent l'habitude de communiquer en Kiswahili en prison pour ne pas se faire comprendre des gardes et des autres gangs rivaux.

## Sources de revenu

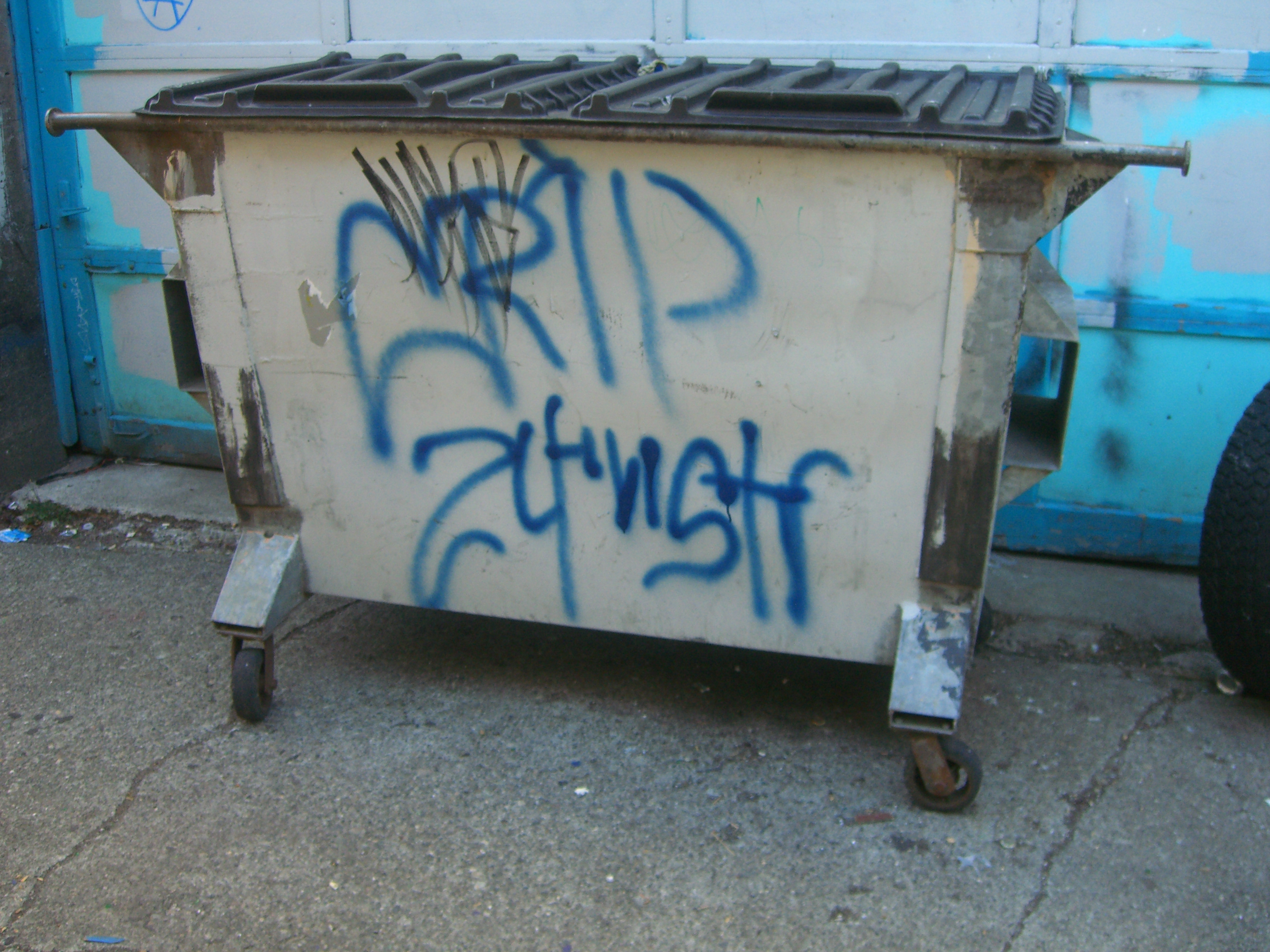
Tag Crip indiquant la délimitation du territoire.

En 2018, la principale source de revenu des gangs Crips est le deal de rue. Ils vendent principalement de la cocaïne, du GHB, du crack, du cannabis, salvia, de la méthamphétamine et du PCP. Ils délimitent leur territoire de vente en taguant sur les murs et le mobilier urbain. Les Crips ont également recours à d'autres activités criminelles comme le vol de voitures et les cambriolages. Ils n'hésitent pas à recourir à la violence physique, y compris l'homicide, pour protéger leurs intérêts.

## Effectifs
En 2012, les Crips ont plus de 800 bandes avec environ 30 000 à 35 000 membres et membres associés, incluant plus de 13 000 membres à Los Angeles. Les États où la présence des Crips est la plus importante sont l'Oklahoma, la Californie, et le Texas. La plupart de ses membres sont de jeunes Afro-Américains mais il y a aussi des membres blancs, hispaniques et asiatiques.